# Preußische T 16 (Versuch)
Die als T 16 bezeichnete Tenderlokomotive der Preußischen Staatseisenbahnen war eine 1904 gebaute Versuchslokomotive für den Betrieb auf Steigungsstrecken.

## Beschreibung
Die Lokomotive mit der Betriebsnummer Erfurt 1980 wurde vom Unternehmen Henschel in Kassel als Versuchslok für die Steigungsstrecken in Thüringen entwickelt, die bis zu 200 Tonnen schwere Züge bei einer Steigung von 10 Promille mit 75 km/h und in der Ebene bis 90 km/h befördern können sollte. Es war eine der ersten Tenderlokomotiven mit der Achsfolge 2’C2’, die auch bei hohen Geschwindigkeiten stabile Laufeigenschaften in beide Richtungen gewährleistete. Sie besaß zusätzlich zu dem üblichen Führerstand einen Frontführerstand. Da der Heizer dadurch nur in einer Fahrtrichtung mit dem Lokführer zusammen war, musste zur Streckenbeobachtung ein dritter Mann auf der Lok eingesetzt werden.
Mit einer Achslast von 20 Tonnen war die Maschine jedoch für ihre Zeit viel zu schwer geraten und konnte deshalb nur auf wenigen Strecken eingesetzt werden. Die Lokomotive, die ihrer Zeit rund 20 Jahre voraus war, wurde, nachdem sie einige Zeit eingesetzt worden war, an Henschel zurückgegeben und dort verschrottet. Einen praxistauglichen Nachfolger beschafften die Preußischen Staatseisenbahnen erst acht Jahre später mit den 2’C2’-Tenderlokomotiven der Gattung T 18.
Die Bezeichnung T 16 wurde nur ein Jahr danach an die völlig anders konstruierten Güterzug-Tenderlokomotiven der laufachslosen Bauart E h2 erneut vergeben.